# Nuova Zelanda ai Giochi della XXXIII Olimpiade
La Nuova Zelanda ha partecipato ai Giochi della XXXIII Olimpiade, svoltisi a Parigi dal 26 luglio all'11 agosto 2024, con una delegazione di 205 atleti, 107 uomini e 98 donne, in 22 sport e 27 discipline. È stata la venticinquesima apparizione del paese come nazione indipendente alle Olimpiadi estive, avendo debuttato ai Olimpiadi estive del 1920 ad Anversa e avendo gareggiato in tutte le edizioni successive.
I portabandiera alla cerimonia di apertura sono stati Aaron Gate e Jo Aleh. Nigel Avery è stato il capo della spedizione olimpica neozelandese.

## Delegazione
| Sport                | Uomini | Donne | Totale |
| -------------------- | ------ | ----- | ------ |
| Arrampicata sportiva | 1      | 1     | 2      |
| Atletica leggera     | 8      | 9     | 17     |
| Calcio               | 21     | 18    | 39     |
| Canoa/kayak          | 5      | 7     | 12     |
| Canottaggio          | 9      | 11    | 20     |
| Ciclismo             | 11     | 13    | 24     |
| Equitazione          | 2      | 3     | 5      |
| Ginnastica           | 1      | 2     | 3      |
| Golf                 | 2      | 1     | 3      |
| Hockey su prato      | 19     | 0     | 19     |
| Judo                 | 0      | 2     | 2      |
| Lotta                | 0      | 1     | 1      |
| Nuoto                | 4      | 3     | 7      |
| Nuoto artistico      | 0      | 2     | 2      |
| Rugby a 7            | 13     | 12    | 25     |
| Sollevamento pesi    | 1      | 0     | 1      |
| Surf                 | 1      | 1     | 2      |
| Tennis               | 0      | 2     | 2      |
| Tiro                 | 1      | 1     | 2      |
| Triathlon            | 2      | 2     | 4      |
| Tuffi                | 0      | 1     | 1      |
| Vela                 | 6      | 6     | 12     |
| Totale               | 107    | 98    | 205    |